# Intoxicados
Intoxicados fue una banda de rock argentino formada en la ciudad de Buenos Aires. Surgió a fines del año 2000, tras la separación de la banda Viejas Locas. Intoxicados se caracterizó y diferenció del anterior grupo de Pity Álvarez debido a la apertura musical que presentaba a pesar de ser una banda de rock (interpretando estilos como el rock acústico, hip hop, reggae, funk, punk e incluso música electrónica).
La banda se disolvió en febrero del año 2009, después de anunciar un parate indefinido que continúa hasta la actualidad.
La agrupación ha logrado el reconocimiento de la crítica y la industria musical por sus producciones. Su álbum Otro día en el planeta tierra, que contiene éxitos como Nunca quise y Fuego fue incluido por el poeta y ensayista argentino Mariano Torrent en su listado de más de 100 mejores álbumes de la música en español, además de haber sido nominado al premio Gardel al mejor álbum grupo de rock.

## Historia

### Comienzos de la banda
Hacia fines del año 2000 Cristian "Pity" Álvarez, tras la separación de su ex-grupo Viejas Locas, decidió formar una nueva banda junto a Abel Meyer en batería, Adrián "Burbujas" Pérez, en teclados y Ezequiel "Peri" Rodríguez en armónica, todos excompañeros y amigos de la banda formada en el barrio Piedrabuena. A este proyecto se sumaron Jorge Rossi en bajo, que hacía poco tiempo había dejado Los Gardelitos, y Felipe Barrozo, un adolescente para el momento, que hacía las veces de bajista en Legendarios, pero que en este caso tomaría el lugar de guitarrista. Los primeros ensayos se dieron durante el verano del año siguiente sumándose finalmente a la formación Favio Cuevas en percusión y Víctor Djamkotchian en saxo. Dichos integrantes dieron forma al grupo Intoxicados.
El primer show se dio para tan solo unos pocos amigos en el ya desaparecido Mocambo de Haedo, donde tocaron algunos de los nuevos temas que venían ensayando y conociéndose más aún para la primera presentación que sería unos meses más tarde. Esta misma no se hizo esperar demasiado: el 26 de mayo de 2001 la banda dio su primer show oficial en el mítico Cemento para unas 2500 personas que colmaron la capacidad del lugar. El show inició con "Intoxicado" y tras un extenso set, en el que presentaron 11 nuevas canciones y algunos clásicos de Viejas Locas como "Homero", "Lo artesanal" y "Descansar en paz", cerró con "Quieren rock?", que empezó a sonar meses más tarde como primer corte del disco que se grabó entre julio y septiembre de ese año y que en el mes de noviembre salió a la venta bajo el nombre de "Buen Día!!". Para su segundo show (al día siguiente), la concurrencia al lugar fue de la mitad, debido a que muchos seguidores de Viejas Locas no aceptaron la nueva apertura musical que presentaba Intoxicados.
Durante el 2002 se realizaron varias presentaciones en Capital Federal y alrededores, como ser El Teatro de Colegiales, Cemento, Hangar de Liniers, Salón Cervecero de Quilmes, Liverpool de Pilar, El Teatro de La Plata, El Galpón de Hurlingham, como así también las primeras giras por el interior, durante una de las cuales se llevó a cabo la filmación del vídeo de "Se fue al cielo" en el sur del país.

### No es solo rock-and-roll (2003-2004)
La presentación el Cosquín Rock 2003 empezó a mostrar la apertura musical de la banda que meses más tarde quedó marcada en el segundo disco. Un comienzo a puro hip-hop con "Una vela" dejó sorprendidos a los presentes en la Plaza Próspero Molina. Festivales como el Rocksario, Baradero Rock, Quilmes Rock, Cosquín, ARDA, fueron de las pocas presentaciones que dio la banda durante el transcurso del año, ya que en los Estudios Panda se estaba dando forma a "No es sólo rock n`roll", sucesor de "¡¡Buen día!!", que salió finalmente en el mes de octubre. Este álbum marcó un quiebre en la carrera de la banda, debido a la amplitud de estilos que este tendría; reggae, funk, canciones acústicas, blues, punk rock, rock and roll y hip-hop serían el contenido del mismo. La banda continuó su gira con dos presentaciones en Cemento y otra en el Hangar con la que cerraron el año.
El verano del año 2004 arrancó con una gira por la costa con una presentación en Mar del Plata en el Estadio Polideportivo, luego Prix de Mar de Ajó, Anfiteatro Municipal de Necochea y finalmente vendría el Cosquín Rock nuevamente. "No es sólo rock and roll" y sus cortes "Volver a casa", "Está saliendo el sol" y el censurado "Una vela" permitieron que el grupo realizara más de cincuenta shows por todo el país durante el año 2004, pero que realmente inició con la realización del primer Estadio Obras de Intoxicados el sábado 3 de abril.
La gira de la primera mitad de año incluyó las provincias de Mendoza, Santa Fe, Córdoba, Misiones, San Luis, Santiago del Estero, Entre Ríos y algunos shows en la Provincia de Buenos Aires, por ejemplo en Tandil, Junín (Buenos Aires), San Nicolás y La Plata culminando con dos shows los días 9 y 10 de julio en República Cromañón. Dos giras por el norte del país, dos shows con Molotov (Vieja Usina de Córdoba y Polideportivo de La Plata), Quilmes Rock (Buenos Aires, Salta y Santa Fe), Baradero Rock fueron parte de la segunda mitad del año, que se vio concluida con otro show en el Templo del Rock, el sábado 13 de noviembre, nuevamente el Estadio Obras.

### Otro día más en el planeta tierra (2005-2008)

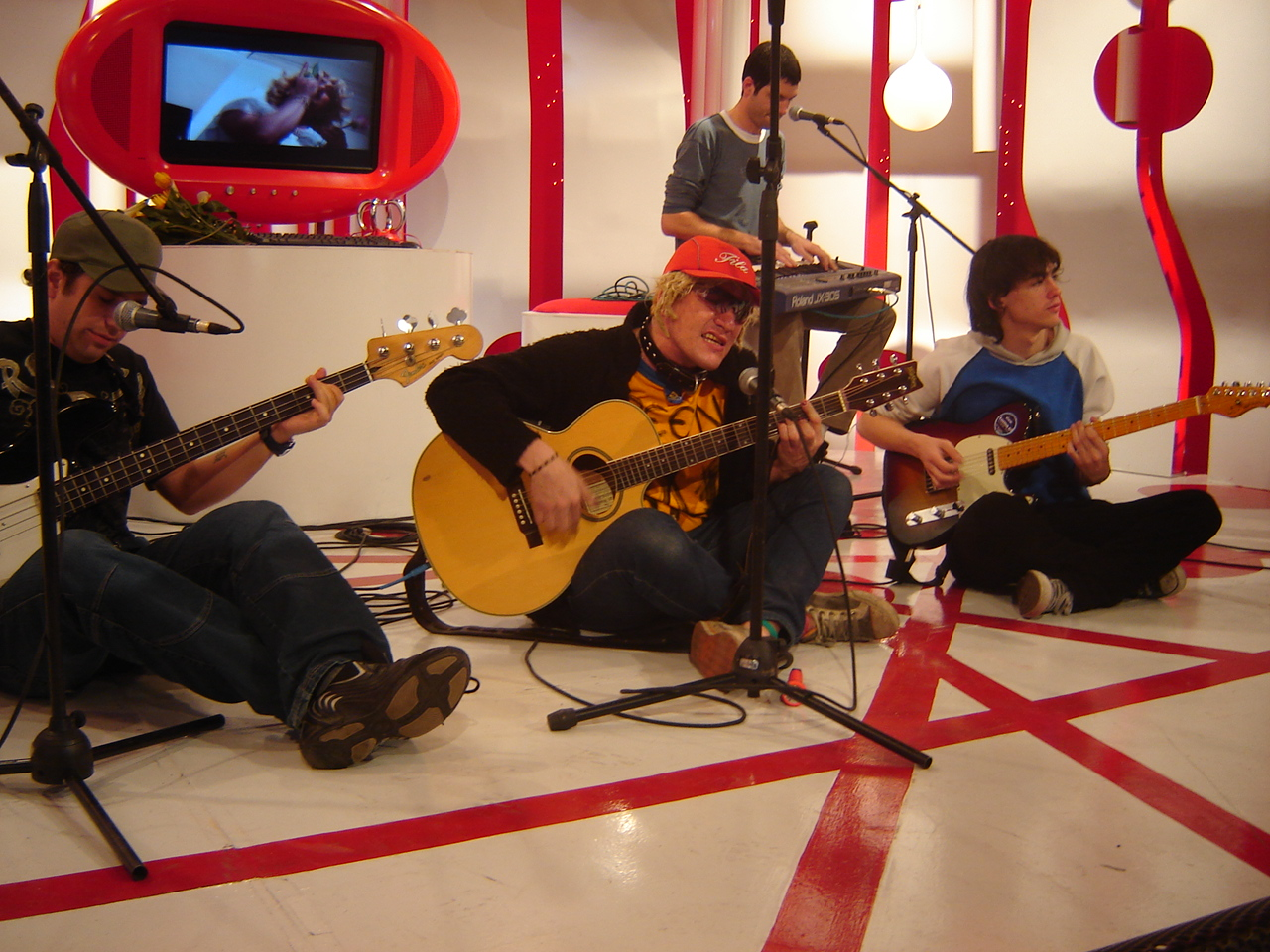
Intoxicados presentándose en 2006

El año 2005 comenzó con un show junto a Babasónicos en un lugar que luego obtendría un gran significado para el tercer disco de la banda: la Provincia de Jujuy, más precisamente Tilcara. El primer desafío del año vino en la Ciudad de Córdoba con la realización de un show en la Vieja Usina de Córdoba, el cual fue presenciado por 5.000 personas que escucharon algunos temas nuevos que se grabarían meses más tarde. Club Atenas de La Plata, Patio de la Madera de Rosario, Scombrock y un show en Uruguay fueron los recitales previos al viaje que la banda realizó durante los primeros días de julio a Tilcara, donde se grabó una gran parte del DVD que luego vendría junto al tercer disco en una edición especial. Con la producción artística de Ezequiel Araujo y Leha se grabó durante los meses de julio y agosto "Otro día en el planeta Tierra", el tercer álbum de la banda. "Fuego" y "Señor kioskero" fueron los elegidos para iniciar la difusión de este disco, que se vio presentado el 22 de septiembre en La Trastienda con un set acústico. Durante los meses siguientes el Pepsi Music, otro show en la Vieja Usina de Córdoba, Anfiteatro Municipal de Rosario y Uruguay servirían para ir preparándose para la única presentación de la banda en Capital Federal del año 2005, el Estadio Luna Park, el cual fue presenciado por más de 7000 personas.
En el año 2006 Intoxicados se presentó en el Pepsi Music generando la mayor concurrencia de espectadores al festival, ya que los 22.500 que dieron el presente superaron los 22 mil que habían asistido a la noche anterior con Gustavo Cerati. En el año 2007 se presentaron en el festival Pepsi Music nuevamente con una concurrencia similar a la del año anterior. Durante estos dos años la banda siguió de gira por todo el país.
Durante 2008 comienza a grabarse el cuarto y último material discográfico de Intoxicados: "El exilio de las especies (Thend)", que representaba el final de la trilogía comenzada con "No es sólo rock and roll". "Pila pila" fue el corte de difusión estrenado como videoclip ese año, antes de la salida del disco. Una vez sacado a la venta, se produjo el videoclip de "Noche con amigos" y el hit "Casi sin pensar" fue escuchado en todas las radios.
Durante este año, Pity es encargado de musicalizar la película argentina "Paco". Para ello, grabó una nueva versión de la canción "Transan" de la cual se estrenó un videoclip.

### Separación (2009)
Para el año que siguió, 2009, los integrantes de Intoxicados comenzaron a alejarse de la banda, debido a los inconvenientes personales y musicales que presentaban entre ellos. Los últimos shows de Intoxicados se dieron sin la presencia de Jorge Rossi, Felipe barrozo y Adrian "Burbujas" Pérez.
El 16 de enero de dicho año, Intoxicados se presentó en el estadio Polideportivo de Mar del Plata. Este recital contó con Motor Loco como banda soporte, grupo liderado por el ex-Viejas Locas Fabián "Fachi" Crea. El mismo, fue invitado por Pity durante el recital para interpretar canciones de Viejas Locas, lo que (sumado a la disolución inminente de Intoxicados) alimentaba la esperanza de una reunión de la banda de los '90.
En el Cosquín Rock del año 2009 Intoxicados dio su último show. "Pity" anunció la separación de la banda diciendo: “desde los trece años que trabajo en mis vacaciones, pero ahora Intoxicados se va a tomar un descanso por un año”. La respuesta espontánea de la gente fue un aplauso, seguido de un canto que pedía por la reunión de Viejas locas, exbanda del cantante. Pity le aseguró a su audiencia: “Intoxicados es lo más lindo que me dio la vida”. Hasta entonces, parecía una despedida definitiva. Sobre el final del show, Intoxicados contó con un invitado de lujo: Skay Beilinson, ex Redondos. Solo resto tiempo para que el músico agradeciera por la espera y pidió que lo “sepan comprender”.

### Eventos post-banda
Meses más tarde, en septiembre, Viejas Locas anunció su retorno a los escenarios. Los ahora ex- Intoxicados "Pity" Álvarez, Abel Meyer y Ezequiel "Peri" Rodríguez volvían a formar parte de su banda anterior. A este retorno no se sumaría el integrante de Viejas Locas y ex-Intoxicados Adrián "Burbujas" Pérez, debido a que, junto con Jorge Rossi, formarían una nueva banda llamada "Manto". Por otro lado, el guitarrista del grupo, Felipe Barrozo, se abocó de lleno a su proyecto musical paralelo a Intoxicados: "Nada más que hoy", en la actualidad renombrado como "FELIPE".
En abril de 2017, Jorge Rossi y Felipe Barrozo se volverían a reunir para rememorar las canciones del grupo en una serie de shows bajo el nombre de "DosIntoxicaDos", acompañados de otros músicos entre los cuales se encuentra el saxofonista de la banda, Víctor Djamkotchian. En octubre del mismo año, Álvarez participó de una presentación de DosIntoxicaDos como invitado en el escenario, siendo la primera vez desde el año 2009 que se presentan juntos en vivo el líder, el guitarrista y el bajista de Intoxicados.
Desde agosto de 2020 se comenzó con la difusión de diferentes canciones en vivo pertenecientes a la presentación de Intoxicados en el Luna Park en diciembre de 2005. Esto fue un adelanto para promocionar el primer material discográfico del grupo en vivo, a doce años de la salida de su último álbum, que lleva por nombre Otra noche en la Luna; el 13 de noviembre del corriente año se estrenó en plataformas digitales la primera parte del álbum titulada Otra noche en la Luna (Episodio I), que salió a la venta como álbum doble en formato físico en conjunto con la publicación de Otra noche en la Luna (Episodio II) en agosto de 2021.

## Miembros
- Pity Álvarez - voz y guitarra (2000-2009)
- Felipe Barrozo - guitarra y coros (2000-2009)
- Jorge Rossi - bajo y coros (2000-2009)
- Abel Meyer - batería (2000-2009)
- Adrián Pérez - teclado y coros (2000-2009)
- Ezequiel Rodríguez - armónica (2000-2009)
- Victor Djamkotchian - saxofón (2000-2009)
- Fabio Cuevas - percusión (2000-2009)

## Discografía
| Disco                             | Año       | Grabación |
| --------------------------------- | --------- | --------- |
| ¡¡Buen día!!                      | 2001      | Estudio   |
| No es solo rock and roll          | 2003      | Estudio   |
| Otro día en el planeta Tierra     | 2005      | Estudio   |
| El exilio de las especies (Thend) | 2008      | Estudio   |
| Otra noche en la Luna             | 2020/2021 | En vivo   |